# György Konrád
György Konrád, född 2 april 1933 i Berettyóújfalu nära Debrecen, död 13 september 2019 i Budapest, var en ungersk romanförfattare och skribent.

## Biografi
György Konrád föddes 1933 i Berettyóújfalu, som ligger nära gränsen mot Rumänien, i en judisk släkt. Större delen av familjen dog under nazisternas judeförföljelser, och György Konrád själv överlevde eftersom han sändes till släktingar i Budapest. Han studerade litteraturvetenskap, sociologi och psykologi och arbetade därefter som socialarbetare inom ungdomsomsorgen. 
Han debuterade som romanförfattare 1969 med A látogató (Besökaren, 1974) för vilken han vann internationellt erkännande. Hans roman Der Stadtgründer, 1975 (Stadsgrundaren, 1977) brukar framhållas som hans främsta skönlitterära verk. Estetiskt var han experimentell och håller sig till den politiska idéromanens genre.

### Karriär under och efter 70-talet
På grund av oppositionell aktivitet blev han varnad av åklagarämbetet och avskedades från sitt arbete. Trots detta erhöll han ett DAAD – stipendium 1977, vilket möjliggjorde för honom att tillsammans med Iván Szelényi vistas i Västberlin. Där författade de tillsammans boken ”De intellektuella på väg mot Klassmakt”. Konrád gömde manuskriptet hos sin svåger Ernő Sándor. Konrád arresterades den 22 oktober 1974, men efter att på polisstationen har angivit sin svåger, följde han med detektiverna till dennes bostad där Konrád uppmanade Sándor att överlämna manuskriptet. Konrád släpptes samma dag med en varning och alla åtalspunkterna mot honom ströks. Efter denna incident har kommunistpartiets chefsideolog György Aczél personligen bett Konrád att inte emigrera. I ett brev till Aczél har Konrád ställt ett antal krav för att stanna. Detta brev har senare publicerats i ungersk inhemsk press och har också anförts som bevis i Konrád – Lovas rättegången 2003. I domen från dessa förhandlingar har Huvudstadens Rättsinstans konstaterat att: 
”Grundat på argumentationen och de framlagda bevisen kan det konstateras att sökanden (György Konrád) har i oktober 1974 efter sin arrest informerat myndigheterna att de eftersökta manuskripten fanns i Ernő Sándors bostad, där sökanden har krävt av Ernő Sándor att överlämna manuskriptet varpå det blev konfiskerat. (…) Efter att György Konrád har informerat myndigheterna har Ernő Sándor överlämnat essän till polisen den 27/10 1974. Från detta kan man dra slutsatsen att namnet för den person som gömde manuskriptet avslöjades av György Konrád, så hans gärning kan enligt vedertagna standarder klassas som ”angiveri 
”. Detta får ytterligare stöd i sökandens egna uttalanden i tidskriften 168 timmar, där sökanden själv säger att ”jag har begått en moralisk orätt ”.
Under sina år som dissident vistades han mycket i Västeuropa och USA. 1987 och 1988 undervisade han i världslitteratur vid Colorado Collage i Colorado Springs. Hans dissidentroll har varit ifrågasatt vid flertal tillfällen, mest för att han trots sin dissidentstatus innebar möjligheter andra vanliga ungrare inte hade. László Kolozsvári Papp hade 1998 dessa minnen om Konrád och hans vänner i tidskriften ”Kortárs”: 
“… dessa gossar på 80-talet var så stora dissidenter, att med pass utfärdade av kamrat Aczél kunde de vila upp sig i Västberlin, USA och Schweiz från dissidentkampens vedermödor; den största ungerska författaren – och något golaktiga – György Konrád, den nya erans tyska kulturs formgivare – rätt man på rätt plats – efter viss opponering med sitt ”aczéliska” pass åter och åter frekventerat i Väst och hans första språng ledde honom till Radio Fria Europa och vi lyssnade med våra små bultande hjärtan på vad vi är och vad vi borde bli och få av oss – däribland jag – tänkte att vilken stor man denna Konrád är som tar på sig allt som krävs för att bli oppositionell här hemma, så att han sedan med sitt ”aczéliska” pass kliver ut i den stora världen och där skäller ut Aczélsystemet! Han är en hjälte! sa jag till mig själv medan jag satt kvar i mitt lilla skrymsle som en ungersk författare som inte är så stor”. [källa behövs]
1988 var han en av de grundande medlemmarna av de Ungerska Fria Demokraterna (SZDSZ), han var också på valbar plats i påföljande parlamentsval 1990. I juli 2009 när Attila Retkes valdes till SZDSZ ordförande lämnade han partiet tillsammans med flertalet av partiets grundare. 
1990-1993 var Konrád ordförande för Internationella PEN-klubben. 1991 tilldelades han Friedenspreis des Deutschen Buchhandels, 1997 blev han som förste icke-tysk ordförande för Akademie der Künste i Berlin, och 2001 tilldelades han Karlspreis.